# Kalanchoe rebmannii
Kalanchoe rebmannii är en fetbladsväxtart som beskrevs av Desc.. Kalanchoe rebmannii ingår i släktet Kalanchoe och familjen fetbladsväxter. Inga underarter finns listade i Catalogue of Life.